# Aeroporto di Akureyri
L'aeroporto di Akureyri (in islandese Akureyrarflugvöllur) (IATA: AEY, ICAO: BIAR) è un aeroporto internazionale a pista singola situato a Akureyri, in Islanda, a 3 chilometri a sud del centro città. Air Iceland e Norlandair collegano l'aeroporto con diverse località nazionali.

## Statistiche
Questo grafico non è disponibile a causa di un problema tecnico.
Si prega di non rimuoverlo.
Vedi la query Wikidata di origine.